# Specialisté
Specialisté jsou český kriminální seriál, pojednávající o čtyřčlenném týmu policejních vyšetřovatelů zaměřujících se především na vraždy. Tematicky navazuje na kriminálky Policie Modrava či Kriminálka Anděl. První řada série měla premiéru na stanici TV Nova dne 16. ledna 2017. Seriál si od počátku vysílání udržuje vysokou sledovanost.
Seriál obsahuje celkově 10 sérií, přičemž premiérové díly 10. řady byly vysílané od ledna 2024 na platformě Voyo (dnes Oneplay) a února na stanici TV Nova.

## Aktuální postavy
| Herci               | Postavy                   | Epizody    | Řada   | Rok výskytu v TV | Informace                                                                 |
| ------------------- | ------------------------- | ---------- | ------ | ---------------- | ------------------------------------------------------------------------- |
| Martin Dejdar       | mjr. Mgr. Josef Strouhal  | 73–        | 3      | 2019             | Vrchní komisař, šéf oddělení                                              |
| Jiří Hána           | kpt. Mgr. Martin Kovář    | 83–        | 3      | 2019             | Vrchní komisař, zástupce šéfa, bývalý vyšetřovatel mravnostního oddělení  |
| Patricie Solaříková | kpt. Mgr. Ema Králová     | 228–       | 11     | 2025             | Vrchní komisařka                                                          |
| Vojtěch Vodochodský | kpt. Bc. Petr Hájek       | 218–       | 10     | 2024             | Vrchní komisař                                                            |
| David Prachař       | plk. Mgr. Pavel Vondráček | 1–71, 190– | 1–3, 9 | 2017–2019, 2023  | Vrchní komisař, vrací se z policejního prezídia, nově nadřízený Strouhala |
| Lukáš Příkazký      | kpt. Mgr. Jan Houdek      | 75-        | 3      | 2019             | technik na expertíze                                                      |
| Matouš Ruml         | kpt. Mgr. Václav Holeček  | 191–       | 8      | 2023             | asistent a technik na expertíze                                           |
| Gabriela Míčová     | MUDr. Iva Malinková       | 30–        | 2      | 2018             | Soudní lékařka a koronerka                                                |
| Amélie Pokorná      | Anežka Strouhalová        | 150–       | 6      | 2021             | Neteř mjr. Strouhala a přítelkyně Davida Kováře                           |
| Petr Jeništa        | JUDr. Aleš Koutný         | 83–        | 3      | 2019             | Státní zástupce, manžel kpt. Koutné                                       |
| Tomáš Dalecký       | David Kovář               | 86–        | 4      | 2019             | Syn kpt. Kováře a přítel Anežky Strouhalové                               |
| Oldřich Vlach       | Richard Kovář             | 86–        | 4      | 2019             | Otec kpt. Kováře a děda Davida Kováře                                     |
| Marta Dancingerová  | Martina Svátková          | 165–       | 6      | 2019             | Reportérka a přítelkyně Martina Kováře                                    |
| Regina Rázlová      | Eva Hájková               | 218–       | 10     | 2024             | svérázná babička Hájka a milovnice detektivek                             |

## Obsazení

### Hlavní role
| Herec               | Postava                                | Epizody        | Řada      | Rok nástupu     | Výskyt               | Rok natáčení                    | Počet dílů | Informace |
| ------------------- | -------------------------------------- | -------------- | --------- | --------------- | -------------------- | ------------------------------- | ---------- | --- |
| Martin Dejdar       | mjr. Mgr. Josef Strouhal               | 73–            | 3         | 2018            | 2019                 | od 1/2019                       | 28+        | Vrchní komisař, vedoucí oddělení |
| Jiří Hána           | kpt. Mgr. Martin Kovář                 | 83–            | 3         | 2019            | 2019                 | od 4/2019                       | 18+        | Vrchní komisař, zástupce vedoucího oddělení |
| Zuzana Kajnarová    | kpt. Mgr. Zuzana Koutná (roz. Májová)  | 1–99, 189-227  | 1–4, 8-10 | 2015–2019, 2022 | 2017–2019, 2022-2024 | 10/2016–10/2019, 9/2022–10/2023 | 91         | Vrchní komisařka a bývalá zástupkyně vedoucího oddělení, (v 37.–42. díle na stáži v USA), odešla na mateřskou dovolenou a vrací se zpět                                              |
| Vojtěch Vodochodský | kpt. Bc. Petr Hájek                    | 216–217, 218–  | 10        | 2023            | 2024                 | 10/2023                         |            | Vrchní komisař |
| David Prachař       | mjr. Mgr. Pavel Vondráček              | 1–71, 190–     | 1–3, 9    | 2015–2018, 2022 | 2017–2019, 2023      | 10/2016–12/2018, 10/2022        | 71         | Vrchní komisař, bývalý vedoucí oddělení, odešel a byl převelen na prezidium PČR, ze kterého se vrací a je nově nadřízeným Strouhala                                                  |
| Marek Lambora       | kpt. Bc. Matěj Karas                   | 190–217        | 9–10      | 2022–2023       | 2023–2024            | 9/2022–9/2023                   |            | Vrchní komisař |
| Eva Leimbergerová   | kpt. JUDr. Mgr. Jana Šafářová          | 101–189        | 4–8       | 2019–2022       | 2020–2022            | 11/2019–9/2022                  | 4+         | Vrchní komisařka, odchází do Bruselu na práva |
| Jacob Erftemeijer   | kpt. Mgr. Tomáš Beran                  | 102–189        | 4–8       | 2020–2022       | 2020–2022            | 11/2019–9/2022                  | 4+         | Vrchní komisař, bývalý český vojenský policista v Afghánistánu, odešel do armády cvičit mladé vojáky                                                                                 |
| Jakub Štáfek        | (por.), (npor.) kpt. Bc. Lukáš Panenka | 1–100, 121–122 | 1–4       | 2016–2019, 2021 | 2017–2019, 2021      | 10/2016–10/ 2019, 6–7/2020      | 100, 2     | Kandidát na komisaře, později komisař, později povýšen na vrchního komisaře, odešel z týmu (rozhodl se pro kariérní změnu a přešel do Národní centrály proti organizovanému zločinu) |
| Jan Zadražil        | kpt. Mgr. Jaroslav Čermák †            | 13–83          | 2–3       | 2017–2019       | 2017–2019            | 4/2017–4/2019                   | 72         | Vrchní komisař, v 83. díle zastřelen |
| Eliška Křenková     | prap. Monika Švarcová                  | 35–43, 51      | 2–3       | 2018            | 2018                 | 1/2018–5/2018                   | 10         | Inspektor a asistent komisaře-stážista |
| Marek Adamczyk      | kpt. Bc. Jan Lorenc                    | 1–11           | 1–2       | 2015–2017       | 2017                 | 10/2016–3/2017                  | 11         | Vrchní komisař, odešel učit na policejní akademii |

### Vedlejší role

#### Příbuzní a přátelé
| Herec                  | Postava                 | Epizody        | Řada   | Výskyt    | Informace                                                         |
| ---------------------- | ----------------------- | -------------- | ------ | --------- | ----------------------------------------------------------------- |
| Veronika Khek Kubařová | Mgr. Lenka Vondráčková  | 1–82, 112, 118 | 1–3, 5 | 2017–2019 | Novinářka a dcera mjr. Vondráčka, později přítelkyně kpt. Čermáka |
| Leoš Noha              | Vojtěch Pokorný         | 1 a 12         | 1–2    | 2017      | Bývalý přítel mjr. Vondráčka, uvězněn                             |
| David Puk              | Michal Lorenc           | 1–11           | 1–2    | 2017      | Syn kpt. Lorence                                                  |
| Lenka Termerová        | Marie Lorencová         | 2–10           | 1      | 2017      | Matka kpt. Lorence a babička Michala                              |
| Jan Bidlas             | MUDr. Tomáš Ulrich      | 4–13           | 1–2    | 2017      | Expřítel kpt. Májové                                              |
| Jan Komínek            | Tobiáš Máj              | 9–72           | 2–3    | 2017–2019 | Mladší bratr kpt. Májové                                          |
| Tomáš Merkl            | Jakub Čermák            | 14–33          | 2      | 2017–2018 | Syn kpt. Čermáka                                                  |
| Jana Boušková          | Karolína Pánková        | 22             | 2      | 2017      | Babička Jakuba Čermáka, tchyně kpt. Čermáka                       |
| Markéta Dvořáková      | Jana Vondráčková        | 61             | 3      | 2019      | Manželka mjr. Vondráčka, zemřela na rakovinu                      |
| Alena Vránová          | Hana Vondráčková        | 41–42          | 2      | 2018      | Důchodkyně a matka mjr. Vondráčka                                 |
| Petra Jungmanová       | MUDr. Eva Strouhalová   | 77–127         | 3      | 2019–2021 | Exmanželka mjr. Strouhala a gynekoložka                           |
| Tomáš Dalecký          | David Kovář             | 86–            | 4      | 2019      | Syn kpt. Kováře                                                   |
| Oldřich Vlach          | Vladimír Kovář          | 86–            | 4      | 2019      | Otec kpt. Kováře a děda Davida Kováře                             |
| Otakar Brousek mladší  | JUDr. Libor Šafář       | 142–147        | 6      | 2021      | Otec kpt. Šafářové                                                |
| Štěpánka Fingerhutová  | Petra Beranová          | 106–138        | 4      | 2020–2021 | Mladší sestra kpt. Tomáše Berana                                  |
| Patrik Děrgel          | kpt. Bc. Dalibor Patera | 167            | 6      | 2022      | Bývalý voják a kamarád Tomáše Berana                              |
| Fedir Kis              | Tadeáš Kunc             | 170            | 6      | 2022      | Synovec Tomáše a Petry Beranových                                 |

#### Policisté, kolegové hlavních postav
| Herec             | Postava                  | Epizody   | Řada | Výskyt    | Informace                                                |
| ----------------- | ------------------------ | --------- | ---- | --------- | -------------------------------------------------------- |
| Tereza Hofová     | MUDr. Dita Blechová      | 2–10      | 1–2  | 2017      | Patoložka a koronerka                                    |
| Lukáš Příkazký    | mjr. Mgr. Jan Houdek     | 75 -      | 1    | 2017      | Policejní technik                                        |
| Monika Zoubková   | JUDr. Anna Hrubá         | 8–60      | 1–3  | 2017–2018 | Státní zástupkyně                                        |
| Viktor Limr       | por. Bc. Jan Kučera      | 9–77      | 2–3  | 2017–2019 | Policejní technik a komisař                              |
| Ondřej Kavan      | JUDr. Martin Jirák       | 11–60     | 2–3  | 2017–2018 | Vyhlášený právník                                        |
| Karolína Frydecká | Jana Karasová            | 191-      | 2    | 2023–     | Matka Matěje a Viktora Karasových                        |
| Barbora Jánová    | Julie Strnadová          | 183 - 184 | 8    | 2023      | Taxikářka, trpí prosopagnosií                            |
| Gabriela Míčová   | MUDr. Iva Malinková      | 30–       | 2    | 2018      | Soudní lékařka a koronerka                               |
| Tomáš Havlínek    | MUDr. Karel Plšek        | 24        | 2    | 2017      | Patolog                                                  |
| Andrea Daňková    | Linda Lebedová           | 58        | 3    | 2018      | Zdravotní sestra                                         |
| Jana Kotrbatá     | Soňa Lesenská            | 67        | 3    | 2019      | Studentka policejní akademie, stážistka                  |
| Martin Stránský   | mjr. Mgr. Kamil Blažek   | 67–       | 3    | 2019      | Velitel Útvaru rychlého nasazení                         |
| Josef Carda       | plk. JUDr. Václav Hájek  | 73–101    | 3    | 2019      | Policejní ředitel kriminálky                             |
| Petr Gelnar       | nprap. Karel Šedivý      | 77–78     | 3    | 2019      | Policista                                                |
| Martin Hejný      | npor. Karel Šnajdr       | 91–93     | 4    | 2019      | Policista, expřítel kpt. Májové                          |
| Kateřina Lojdová  | mjr. Mgr. Dagmar Šnébová | 93–       | 4    | 2019      | šéfka mravnostního oddělení, bývalá parťačka Martina     |
| Michal Sedláček   | kpt. Mgr. Jan Elsner     | 125–127   | 6    | 2021      | Vyšetřovatel mravnostního oddělení, v díle 127 zavražděn |
| Martin Davídek    | kpt. Viktor Karas        | 190-      | 8    | 2023      | Policista z Liberce, bratr Matěje Karase, ve vězení      |
| Martina Preissová | Marie Dolanská           | 131       | 5    | 2021      | Kamarádka a bývalá spolužačka Martina Kováře             |
| Matouš Ruml       | kpt. Mgr. Václav Holeček | 191-      | 9    | 2023      | asistent a technik na expertíze                          |
| Dana Černá        | JUDr. Dana Sorajová      | 195-      | 9    | 2023      | Státní zástupkyně                                        |

#### Další postavy
| Herec        | Postava                 | Epizody  | Řada | Výskyt    | Informace                                                                    |
| ------------ | ----------------------- | -------- | ---- | --------- | ---------------------------------------------------------------------------- |
| Mikuláš Křen | Jarmil Tomášek          | 90 a 103 | 4    | 2019–2020 | Utekl z vězení, unesl mjr. Strouhala a bratra Bóžu, později propuštěný vězeň |
| Petr Jeřábek | Bohuslav ‚Bóža‘ Tomášek | 90 a 103 | 4    | 2019–2020 | Postižený bratr Tomáškových, bratr Tomášek jej unesl z ústavu                |

## Přehled dílů
| Řada | Díly | Premiéra v ČR  | Premiéra v ČR      |
| Řada | Díly | První díl      | Poslední díl       |
| ---- | ---- | -------------- | ------------------ |
| 1    | 8    | 16. ledna 2017 | 6. března 2017     |
| 2    | 37   | 21. srpna 2017 | 28. května 2018    |
| 3    | 38   | 27. srpna 2018 | 10. června 2019    |
| 4    | 25   | 26. srpna 2019 | 16. března 2020    |
| 5    | 11   | 31. srpna 2020 | 16. listopadu 2020 |
| 6    | 16   | 8. března 2021 | 28. června 2021    |
| 7    | 37   | 30. srpna 2021 | 27. června 2022    |
| 8    | 17   | 29. srpna 2022 | 5. prosince 2022   |
| 9    | 19   | 6. února 2023  | 19. června 2023    |
| 10   | 19   | 5. února 2024  | 17. června 2024    |
| 11   | 19   | 3. března 2025 | 30. června 2025    |

## Produkce
Natáčení první řady seriálu probíhalo od 12. prosince 2016 do konce února 2017.
V pořadu Volejte Novu bylo oznámeno, že 2. řada tohoto seriálu se natáčela od března 2017.
Specialisté tematicky čerpají z německých seriálů SOKO Leipzig a Kobra 11.
Tempo natáčení je velice rychlé; jeden díl – včetně akčních scén – se natočí za čtyři a půl dne.
Epizody jsou přepsané z německého seriálu SOKO Leipzig; hlavním scenáristou Specialistů byl Dan Wlodarczyk (první až třetí řada), později vystřídaný Michaelem L. Bínou.
Odborní poradci: Luděk Jelen a mjr. JUDr. Jaromír Badin
SFX speciální efekty: Martin Oberländer

## Sledovanost
| Řada | Timeslot       | Premiéra       | Premiéra                       | Finále             | Finále                         | Průměrná sledovanost (v milionech; 15+) |
| Řada | Timeslot       | Datum          | Sledovanost (v milionech; 15+) | Datum              | Sledovanost (v milionech; 15+) | Průměrná sledovanost (v milionech; 15+) |
| ---- | -------------- | -------------- | ------------------------------ | ------------------ | ------------------------------ | --------------------------------------- |
| 1    | pondělí, 20:20 | 16. ledna 2017 | 1,263                          | 6. března 2017     | 0,973                          | 1,087                                   |
| 2    | pondělí, 20:20 | 21. srpna 2017 | 0,840                          | 28. května 2018    | 0,980                          | 1,013                                   |
| 3    | pondělí, 20:20 | 27. srpna 2018 | 0,845                          | 10. června 2019    | 1,022                          | 1,043                                   |
| 4    | pondělí, 20:20 | 26. srpna 2019 | 1,059                          | 16. března 2020    | 1,150                          | 1,157                                   |
| 5    | pondělí, 20:20 | 31. srpen 2020 | 1,084                          | 16. listopadu 2020 | 1,355                          | 1,220                                   |
| 6    | pondělí, 20:20 | 8. března 2021 | 1,311                          | 28. června 2021    | 0,995                          | 1,245                                   |
| 7    | pondělí, 20:20 | 30. srpna 2021 | 0,904                          | 27. června 2022    | 1,073                          | 1,117                                   |
| 8    | pondělí, 20:20 | 29. srpna 2022 | bude oznámeno                  | bude oznámeno      | bude oznámeno                  | bude oznámeno                           |